# 安藤康季
安藤 康季（あんどう やすすえ、生没年不詳）は、室町時代の武将。陸奥、蝦夷地の豪族。檜山系安藤氏（のち安東氏）の第2代当主。名字は下国とも称し、名は泰季とも表記した。父は安藤盛季。妹に南部義政室。子に義季。本姓は安倍。父の没年が不明のため、『後鑑』に記載されている応永30年（1423年）に足利義量に馬、輸入銭、海虎皮、昆布を献上した「安藤陸奥守」は盛季説と康季説に分かれている。なお、康季存命当時には安東という表記は見受けられず安藤となっているが、子孫が安東を名乗ったため後世の文書には下国安東太康季とも書かれている。
安藤氏は陸奥津軽十三湊付近を根拠とし、蝦夷地との交易を中心とした海上交通に従事する海の豪族であったが、『満済准后日記』によれば永享4年（1432年）、松前藩史である『新羅之記録』によれば嘉吉3年（1443年）、南部義政に攻撃され、蝦夷地へ退転したと伝えられている。近年の有力説では、永享4年（1432年）の敗戦後に幕府の仲裁により和睦が図られ、康季父子は十三湊に戻り永享12年（1440年）妹を南部義政に嫁したが、嘉吉2年（1442年）再度攻撃された翌年に蝦夷地に逃れたと見られており、十三湊の発掘結果等からも支持されている。
一方で『若州羽賀寺縁起』によれば、応永5年（1398年）に羽賀寺が焼失した際、後花園天皇からの勅命を受け、永享8年（1436年）再興させたという。このとき、奥州十三湊日之本将軍と称し、天皇もその呼称を認めていたということが知られている。
康季は津軽奪還を目指し、文安2年（1445年）に子の義季と共に津軽西浜に上陸し、引根城を築城したが、翌年同城で病死したという。死亡年は1446年とする説と享徳2年（1453年）とする説、嘉吉元年2月12日（1441年3月5日）とする説がある。義季も享徳2年（1453年）南部氏との戦闘に敗れ自害。下国家直系は断絶し、従兄弟の子である政季が下国家を継いだ。